# Iporá (kommun)
Iporá är en kommun i Brasilien.   Den ligger i delstaten Goiás, i den centrala delen av landet, 400 km väster om huvudstaden Brasília. Antalet invånare är 31 274.
Följande samhällen finns i Iporá:
- Iporá

Omgivningarna runt Iporá är huvudsakligen savann. Runt Iporá är det glesbefolkat, med 9 invånare per kvadratkilometer.